# Thymopsyche
Die Thymopsyche ist jener Teil des Seelenlebens, der die Affektivität, das Gemüt betrifft, das heißt überwiegend mit den Gefühlen zu tun hat.
Der Begriff leitet sich von Thymos (altgriechisch θυμός, thymos, „Lebenskraft“) ab. Dieser ist ein Ausdruck für die Gemütsanlage eines Menschen. Der „Gegenpol“ der Thymopsyche ist die Noopsyche, die die Kognition abbildet.
Die Thymopsyche setzt sich folgendermaßen zusammen:
- Stimmung
- Befindlichkeit
- Affekt
- Affizierbarkeit
- Antrieb
- Psychomotorik
- Biorhythmus (Schlaf, Wachheit, Menstruation)
- Trieb
- Vegetativum